# Märkische Höhe
Märkische Höhe är en kommun i östra Tyskland, belägen i norra utkanten av landskapet Märkische Schweiz öster om Berlin, tillhörande Landkreis Märkisch-Oderland i förbundslandet Brandenburg. Kommunen bildades 2001 genom sammanslagning av de dåvarande kommunerna Batzlow, Reichenberg och Ringenwalde till en gemensam kommun. Kommunen förvaltas som en del av kommunalförbundet Amt Neuhardenberg, med administrativt säte i den närbelägna orten Neuhardenberg.